# Forget Him
"Forget Him" é uma canção composta por Tony Hatch e lançada em 1963 por Bobby Rydell. Ela passou dezesseis semanas na parada Billboard Hot 100, chegando ao quarto lugar em 18 de janeiro de 1964, enquanto passou catorze semanas na parada Record Retailer do Reino Unido, alcançando o 13º lugar. A música também alcançou o terceiro lugar na parada de singles Middle-Road da Billboard, terceiro no CHUM Hit Parade do Canadá, oitavo na parada de singles da Irlanda e segundo em Hong Kong.
A canção primeiro figurou nas paradas britânicas em 29 de maio de 1963. Recebeu significativa radiodifusão, começou a subir nas paradas e foi ouvida por Paul McCartney, membro dos Beatles. Em 2000, esse disse que a ideia inicial de "She Loves You" veio de um sucesso de Bobby Rydell que estava popular na época (meados de 1963). John Lennon e McCartney começaram a compor "She Loves You" após um concerto em 26 de junho de 1963 (cerca de quatro semanas após o lançamento de "Forget Him" no Reino Unido). Eles começaram a escrever a música no ônibus da turnê, e continuaram mais tarde naquela noite em seu hotel em Newcastle. Ela foi concluída no dia seguinte na casa da família de McCartney em Forthlin Road, Liverpool.
"Forget Him" atingiu o pico nos Estados Unidos no início de 1964 e ficou em vigésimo lugar na lista dos cem maiores sucessos do ano da Cash Box.

## Versão em Português - Brasil
A canção ganhou uma versão em português, denominada "Esqueça", composta por Roberta Corte Real, na década de 1960 no Brasil, e gravada por Roberto Carlos. Porém, a música ficou maciçamente conhecida na versão gravada por Fábio Jr, em seu álbum de 1993. Essa canção foi incluída na trilha sonora nacional do remake da novela "A Viagem", exibido pela TV Globo em 1994. Na trama de Ivani Ribeiro e Solange Castro Neves, a canção foi tema da personagem "Estela", defendida por Lucinha Lins.

## Posição nas paradas musicais
| Parada (1963-1964)                             | Melhor posição |
| ---------------------------------------------- | -------------- |
| Canadá (CHUM Hit Parade)                       | 3              |
| Hong Kong                                      | 2              |
| Irlanda (IRMA)                                 | 8              |
| Nova Zelândia (Lever Hit Parade)               | 4              |
| Reino Unido (Record Retailer)                  | 13             |
| Estados Unidos (Billboard Hot 100)             | 4              |
| Estados Unidos (Billboard Middle-Road Singles) | 3              |
| Estados Unidos (Cash Box Top 100)              | 5              |